# In Caliente
In Caliente is een Amerikaanse muziekfilm uit 1935 onder regie van Lloyd Bacon. Destijds werd de film in Nederland uitgebracht onder de titel Het vrouwenparadijs.

## Verhaal
Larry MacArthur is criticus voor een tijdschrift. De uitgever van het blad stuurt hem naar en vakantieoord in Mexico om hem te helpen met zijn drankprobleem. Hij wordt er verliefd op de danseres Rita Gomez. Hij schreef ooit een venijnige recensie over haar, maar hij is dat intussen vergeten. Rita wil Larry versieren, zodat ze zich later op hem kan wreken.

## Rolverdeling
| Acteur                | Personage       |
| --------------------- | --------------- |
| Dolores del Río       | Rita Gomez      |
| Pat O'Brien           | Larry MacArthur |
| Leo Carrillo          | Jose Gomez      |
| Edward Everett Horton | Harold Brandon  |
| Glenda Farrell        | Clara           |
| Tony De Marco         | Danser          |
| Sally De Marco        | Danseres        |
| Phil Regan            | Peter           |
| Wini Shaw             | Lois            |
| Luis Alberni          | Magistraat      |
| George Humbert        | Fotograaf       |
| Harry Holman          | Biggs           |
| Soledad Jiménez       | Meid van Rita   |
| Herman Bing           | Bloemist        |
| Judy Canova           | Zangeres        |